# Попогребський Олексій Петрович
Олексій Петрович Попогребський (нар. 7 серпня 1972, Москва, Російська РФСР) — російський кінорежисер та сценарист, син кіносценариста Петра Попогребського.

## Життєпис
В 1995 закінчив факультет психології МГУ, після чого займався перекладацькою діяльністю.
У тандемі з Борисом Хлєбніковим зняв дві короткометражні картини (одну документальну і одну ігрову), а також повнометражний ігровий фільм «Коктебель», що отримав в 2003 спеціальний приз журі «Срібний Георгій» на XXV московському кінофестивалі. Після цього режисери почали працювати порізно.
В 2007 фільм «Прості речі» завоював головний приз на XVIII відкритому російському кінофестивалі «Кінотавр». В 2010 фільм «Як я провів цього літа» увійшов до основного конкурсу ювілейного 60-го Берлінського кінофестивалю.

## Громадянська позиція
У березні 2014 року підписав лист «Мы с вами!» на підтримку України.
У червні 2018 року на кінофестивалі «Кінотавр» закликав звільнити ув'язненого в Росії українського кінорежисера Олега Сенцова.